# David Montgomery
David Montgomery (født 6. november 1948 i Bangor, Nordirland) er en britisk medieinvestor.
Fra 1973 til 1976 arbejdede han som redaktør for tabloidavisen Daily Mirror. I 1976 fik han samme job på The Sun, hvor han blev frem til 1980. Senere arbejdsgivere tæller Sunday People, News of the World (1982 – 1987) og Today (1987 – 1991). Sideløbende med sin journalistiske karriere var han forretningsfører for den private tv-station Satellite Television (1986 – 1991) og "London Live TV" (1991/1992). Han blev i 1990'erne kendt som administrerende direktør i Mirror Group. Efter mediebaronen Robert Maxwells død i 1991, overtog Montgomery ledelsen af koncernen. Det lykkedes ham at øge børsværdien betragteligt, selv om oplaget var faldende. Montgomery indførte sparerunder, der bl.a. indebar mindre bemanding. Strategien vakte imidlertid ikke udelt begejstring, og Montgomery trak sig i 1999 fra posten grundet uenighed med bestyrelsen.
I dag er Montgomery kendt som investor via investeringsselskabet Mecom Group, der ejer aviser i flere europæiske lande. I 2003 købte han Local Press Group, som han solgte to år senere, og i Tyskland overtog han Berliner Zeitung i oktober 2005. Han købte i juni 2006 norske Orklas mediedivision, Orkla Media, for 950 mio. euro og blev dermed ejer af bl.a. danske Berlingske Media.